# Résolution 2003 du Conseil de sécurité des Nations unies
Membres permanents
- Chine
- États-Unis
- France
- Royaume-Uni
- Russie

Membres non permanents
- Afrique du Sud
- Allemagne
- Bosnie-Herzégovine
- Brésil
- Colombie
- Gabon
- Inde
- Liban
- Nigéria
- Portugal

Résolution no 2002 Résolution no 2004
La résolution 2003 du Conseil de sécurité des Nations unies a été adoptée à l'unanimité le 29 juillet 2011. Après avoir réaffirmé toutes les résolutions et déclarations antérieures sur la situation au Soudan, le Conseil a prolongé le mandat de l'opération hybride Union africaine-Nations unies au Darfour (MINUAD) pour une durée de 12 mois jusqu'au 31 juillet 2012.
La résolution a donné plus de temps aux Nations unies pour décider du nombre de troupes nécessaires dans la région.

## Résolution

### Observations
Le Conseil a rappelé qu'il n'y aurait pas de paix sans justice et qu'il fallait mettre fin à l'impunité. Il a exprimé son soutien au processus de paix Union africaine-Nations unies organisé au Qatar, tout en regrettant que certains groupes aient refusé de participer. En outre, la signature du « Document de Doha pour la paix au Darfour » entre le gouvernement soudanais et le Mouvement de libération et de justice (JLM) a été saluée et les parties concernées ont été instamment invitées à convenir d'un cessez-le-feu permanent.
Dans le même temps, le Conseil s'est déclarée préoccupé par la détérioration de la situation dans certaines parties du Darfour, à la suite de violations du cessez-le-feu, d'attaques de groupes rebelles, de frappes aériennes par le gouvernement soudanais, de combats intertribaux, d'attaques contre du personnel humanitaire et des Nations unies et du déplacement de dizaines de milliers de civils, tel que rapporté par le secrétaire général Ban Ki-moon. Des inquiétudes ont également été exprimées concernant la reprise des hostilités entre le gouvernement soudanais et les factions de l'Armée de libération du Soudan (SLM/A), de Minni Minnawi et Abdul Wahid, et le Mouvement pour la justice et l'égalité.
Le préambule de la résolution réaffirme qu'il ne peut y avoir de solution militaire au conflit, et que toutes les violations des droits de l'homme et du droit international humanitaire sont condamnées. Le Conseil, préoccupé par les implications de la situation sur les pays de la région a donc encouragé le Soudan, le Tchad et la République centrafricaine à coopérer pour instaurer la paix au Darfour.

### Actes
Le mandat de la MINUAD au titre du chapitre VII a été prolongé jusqu'à fin juillet 2012. L'opération de maintien de la paix a été chargée de protéger les civils et d'assurer l'acheminement de l'aide humanitaire, sans préjudice de la responsabilité principale du gouvernement soudanais.
Le Secrétaire général a été prié de travailler en étroite collaboration avec l'Union africaine et d'autres parties et de rendre compte de l'avancement du processus de paix et du mandat de la MINUAD. Le Conseil a demandé que la MINUAD reçoive une licence de radio afin de communiquer librement avec toutes les parties prenantes au Darfour, conformément à l'accord sur le statut des forces. Toutes les violations des droits de l'homme ont été condamnées et une fois encore, la situation au Darfour a suscité des inquiétudes.
Entre-temps, le Conseil appelait à une coopération entre la MINUAD et d'autres opérations de maintien de la paix dans la région, notamment la Mission des Nations unies au Soudan du Sud et la Force intérimaire de sécurité des Nations unies pour Abiyé.